# 捷伊科沃
56°51′N 40°33′E / 56.850°N 40.550°E
捷伊科沃（俄语：Те́йково）是俄羅斯伊萬諾沃州的一個城市，位於伊萬諾沃西南35公里。2002年人口38,686人。
17世紀建立，1918年建市。该地是俄罗斯战略火箭军的所在地，白杨-M洲际弹道导弹系统等项目就由该軍运营。